# فرگشت هوش انسان

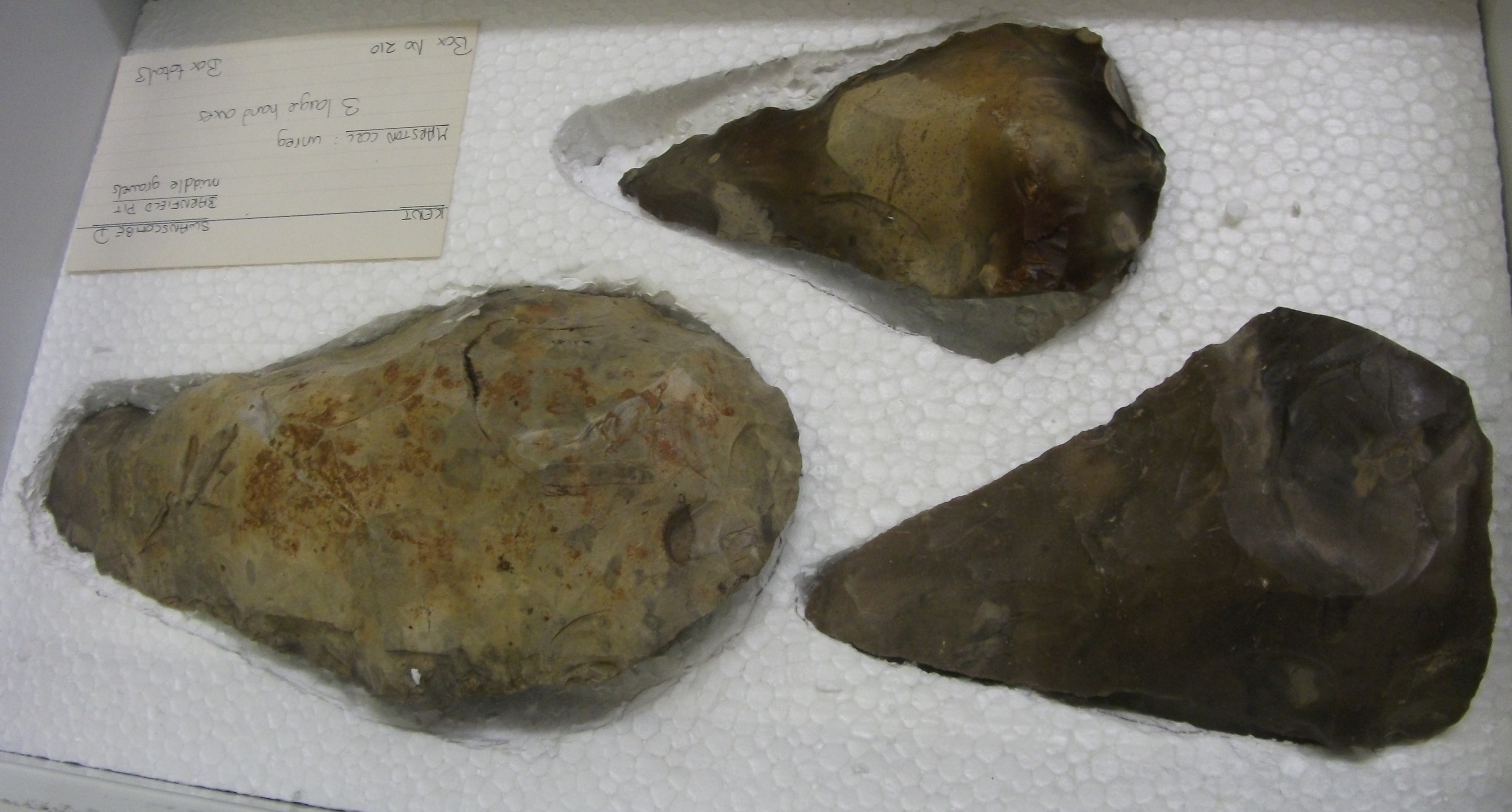
تصاویری از فرگشت دست‌سازه‌های بشری در طول زمان

فرگشت هوش بشر با فرگشت مغز او و منشأ زبان ارتباط مستقیمی دارد. سیطره فرگشت انسان تقریباً به هفت میلیون سال پیش بر می‌گردد؛ که آغاز آن برمیگردد به جدایی نوعی از شامپانزه‌های منقرض شده تا ظهور تجدد گرایی رفتاری ۵۰۰۰۰ سال قبل.

## تاریخچه

### انسانیان

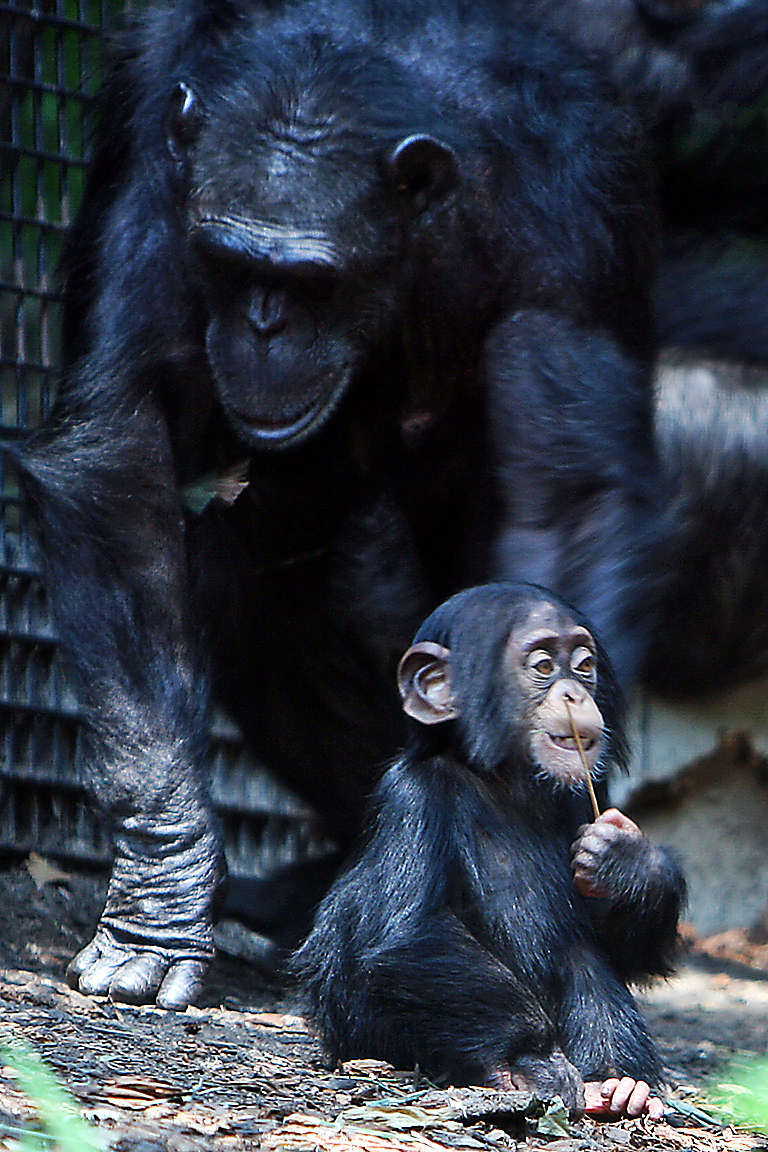
انسان‌ها و شامپانزه‌ها از یک اجداد مشترک فرگشت یافته‌اند و در طول میلیون‌ها سال در آفریقا همزیستی داشته‌اند. شامپانزه‌ها مغزهای بزرگ و پیچیده‌ای دارند که ساختار فیزیکی آن شبیه مغز انسان است.

بوزینه‌های بزرگ توانایی‌های فکری و قابلیت‌های ذهنی قابل توجهی از خود نشان می‌دهند. شامپانزه‌ها می‌توانند ابزار بسازند و از آنها برای به دست آوردن غذا و نشانه‌های اجتماعی استفاده کنند همچنین برای شکار از روش‌های ماهرانه‌ای استفاده می‌کنند که به همکاری، تأثیرگذاری و نظم و ترتیب نیاز دارد. این جانوران هشیاری اجتماعی دارند، تأثیرگذار و سازنده هستند و قابلیت فریب دادن دارند. آنها قابلیت آموزش استفاده از نشانه‌ها و دیگر جنبه‌های صرف و نحو زبان انسان‌ها و اعداد و ترتیب آنها را دارا می‌باشند.

### انسان‌ساییان
حدود ده میلیون سال پیش، آب و هوای زمین وارد مرحله‌ای سردتر و خشک‌تر شد که آغازگر یخبندان کواترنری بود.
انسان‌شناسان تخمین می‌زنند که گونه‌های انسان امروزی و شامپانزه‌ها از یک اجداد مشترک ماقبل تاریخ بین ۵ تا ۱۰ میلیون سال پیش جدا شده‌اند (نظریه ای که چارلز داروین برای اولین بار در سال ۱۸۷۱ ارائه کرد). شامپانزه‌ها و بونوبوها موجودات بسیار باهوشی با سلسله مراتب اجتماعی پیچیده هستند، زیرا آنها ۹۸٫۷ درصد از دی‌ان‌ای آنها با انسان مشترک است.

### انسان (سرده)
تقریباً ۲٫۴ میلیون سال پیش «انسان ماهر» در شرق آفریقا ظاهر شد: اولین گونه شناخته شده انسان (سرده) و اولین گونه شناخته شده برای ساخت ابزار سنگی. با این حال، یافته‌های مورد مناقشه در مورد نشانه‌های استفاده از ابزار حتی از اعصار پیشین و از همان مجاورت فسیل‌های متعدد «جنوبی‌کپی» ممکن است این سؤال را مطرح کند که آنها چقدر هوشمندتر از پیشینیان خود بودند.
استفاده از ابزارها یک مزیت تکاملی حیاتی را به همراه داشت و به مغز بزرگتر و پیچیده تری نیاز داشت تا حرکات ظریف دست مورد نیاز برای این کار را هماهنگ کند. دانش ما از پیچیدگی رفتار انسان ماهر (هومو هابیلیس) به فرهنگ سنگ محدود نمی‌شود. آنها همچنین به‌طور معمول از خلال دندان استفاده می‌کردند.
حدود ۲۰۰۰۰۰ سال پیش اروپا و خاورمیانه توسط نئاندرتال مستعمره شدند، ظهور انسان‌های امروزی از ۴۰۰۰۰ تا ۴۵۰۰۰ سال پیش، منجر به انقراض نئاندرتال‌ها در حدود ۳۹۰۰۰ سال پیش شد.
تاریخ انسان‌ها
در پلیوسن متأخر، انسان‌تباران (هومینین‌ها) از میمون‌های بزرگ مدرن و دیگر موجودات نزدیک به هم به دلیل تغییرات تکاملی تشریحی که منجر به دوپا یا توانایی راست راه رفتن می‌شود، متمایز شدند.

#### استفاده از ابزار
چهار دسته اصلی از ابزارهای ایجاد شده و مورد استفاده در طول فرگشت انسان وجود دارد که با فرگشت مغز و هوش مرتبط هستند. ابزارهای سنگی مانند پولک‌ها و هسته‌های مورد استفاده انسان ماهر (هومو هابیلیس) برای شکستن استخوان‌ها برای خارج کردن مغز، معروف به فرهنگ پارینه‌سنگی، قدیمی‌ترین دسته اصلی ابزارها را تشکیل می‌دهند که مربوط به ۲٫۵ و ۱٫۶ میلیون سال پیش است. توسعه فناوری ابزار سنگی نشان می‌دهد که اجداد ما با در نظر گرفتن نیرو و زاویه ضربه، و برنامه‌ریزی شناختی و ظرفیت برای تصور یک نتیجه دلخواه، توانایی ضربه زدن به هسته‌ها را با دقت داشتند.

### انسان خردمند

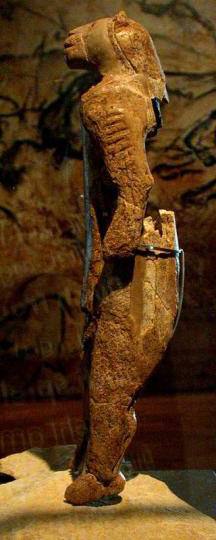
مرد شیرییافت شده در غار Hohlenstein-Stadel آلپ سوابی آلمان که قدمت آن به ۴۰۰۰۰ سال پیش می‌رسد، با اوریگنیشن مرتبط است و قدیمی‌ترین مجسمه حیوانی شناخته‌شده انسان‌انگاری در جهان است.

#### هوش انسان خردمند
پیشرفت سریع در ساخت ابزار و رفتار که منجر به مدرنیته رفتاری می‌شود، از حدود ۸۰۰۰۰ سال پیش آشکار است و  مهاجرت به خارج از آفریقا در اواخر پارینه‌سنگی میانی، حدود ۶۰٬۰۰۰ سال پیش دنبال می‌شود. رفتار کاملاً مدرن، از جمله هنرهای تجسمی، موسیقی، خودآرایی، تجارت، آیین تدفین و غیره تا ۳۰۰۰۰ سال پیش مشهود است. قدیمی‌ترین نمونه‌های روشن هنر پیشاتاریخ مربوط به دوره‌های اوریگنیشن و گراوتیان اروپای پیشاتاریخ، مانند پیکرک‌های ونوس و نقاشی غار (غار شووه) و قدیمی‌ترین آلات موسیقی پیشاتاریخ (لوله استخوانی کشف‌شده در سایت گایسنکلوسترل در آلمان، مربوط به حدود ۳۶۰۰۰ سال پیش) است.
بخش بزرگی از ادبیات علمی بر فرگشت و تأثیر متعاقب آن فرهنگ متمرکز است. این تا حدی به این دلیل است که جهش‌هایی که هوش بشر دیده می‌شود بسیار بیشتر از جهش‌ها در زمانی است که اجداد ما به عنوان شکارچی-گردآورنده زندگی می‌کردند و به سادگی به محیط‌هایشان واکنش نشان می‌دادند.

## فرضیه‌ها

### فرضیه مغز اجتماعی
«فرضیه مغز اجتماعی» اولین بار توسط دانشمند مردم‌شناسی به نام رابین دانبار ارائه شد.
با این استدلال که فرگشت هوش بشری وسیله ای برای حل مشکلات زیستی نبوده؛ بلکه ابزار بقا و تولیدمثل انبوه و گروه‌های پیچیده اجتماعی است.

#### نقد
میرکت روابط اجتماعی بسیار بیشتری نسبت به ظرفیت مغز کوچکشان دارند. فرضیه دیگر این است که در واقع این هوش است که باعث پیچیده‌تر شدن روابط اجتماعی می‌شود، زیرا یادگیری افراد باهوش دشوارتر است.

### فرضیه هوش فرهنگی

#### نمای کلی
مشابه، اما متمایز از فرضیه مغز اجتماعی، هوش فرهنگی یا فرضیه مغز فرهنگی است، که حکم می‌کند اندازه مغز، توانایی شناختی و هوش انسان در طول نسل‌ها به دلیل اطلاعات فرهنگی از مکانیسمی به نام یادگیری اجتماعی افزایش یافته‌است.

#### شواهد تجربی بیشتر
همان‌طور که قبلاً ذکر شد، یادگیری اجتماعی پایه و اساس فرضیه هوش فرهنگی است و می‌توان آن را به صورت ساده به عنوان یادگیری از دیگران توصیف کرد. این شامل رفتارهایی مانند تقلید، یادگیری مشاهده ای، تأثیرات خانواده و دوستان و آموزش صریح دیگران است.

#### فرضیه هوش فرهنگی تحول آفرین
یک مطالعه در سال ۲۰۱۸ یک نوع تغییر یافته از نسخه اصلی این فرضیه به نام «فرضیه هوش فرهنگی تحول آفرین» را پیشنهاد کرد. این تحقیق شامل بررسی مهارت‌های حل مسئله چهار ساله در زمینه‌های مختلف اجتماعی بود. از بچه‌ها خواسته شد با استفاده از آب یک شی شناور را از یک لوله بیرون بیاورند. تقریباً همه بدون سرنخ ناموفق بودند، با این حال اکثر کودکان پس از نمایش راه حل آموزشی پیشنهادی ویدیویی موفق شدند. با این حال، زمانی که همان ویدئو به شیوه ای غیرآموزشی نشان داده شد، موفقیت کودکان در این کار بهبود نیافت. مهم‌تر از همه، این بدان معنی است که شناخت فیزیکی و توانایی حل مسئله کودکان تحت تأثیر نحوه ارائه کار اجتماعی به آنها قرار می‌گیرد؛ بنابراین محققان فرضیه هوش فرهنگی تحول آفرین را فرموله کردند، که تأکید می‌کند شناخت فیزیکی ما توسعه یافته و تحت تأثیر محیط اجتماعی اطراف ما قرار می‌گیرد. این فرضیه هوش فرهنگی سنتی را به چالش می‌کشد که بیان می‌کند این شناخت اجتماعی انسان است و نه شناخت فیزیکی که برتر از نزدیک‌ترین خویشاوندان نخستی‌مان است؛ در اینجا ما به‌طور منحصربه‌فرد شناخت فیزیکی را در انسان‌ها می‌بینیم که تحت تأثیر اجتماعی بیرونی قرار دارند. عوامل. این پدیده در گونه‌های دیگر دیده نشده‌است.

### کاهش پرخاشگری
نظریه دیگری که سعی در توضیح رشد هوش انسان دارد، نظریه کاهش پرخاشگری (معروف به نظریه خود اهلی‌سازی) است. با توجه به این رشته فکری، آنچه منجر به تکامل هوش پیشرفته در «هوموساپینس» شد، کاهش شدید انگیزه تهاجمی بود. این تغییر ما را از سایر گونه‌های میمون‌ها و نخستی‌ها جدا کرد، در آنها پرخاشگری هنوز در دیده می‌شود و در نهایت منجر به رشد ویژگی‌های اساسی انسانی مانند همدلی، شناخت اجتماعی و فرهنگ شد. این نظریه از مطالعات اهلی کردن حیوانات پشتیبانی قوی دریافت کرده‌است که در آن پرورش انتخابی برای رام بودن تنها در چند نسل منجر به ظهور توانایی‌های چشمگیر «انسان‌مانند» شده‌است. برای مثال، روباه‌های رام شده، اشکال پیشرفته‌ای از ارتباطات اجتماعی (به دنبال حرکات اشاره‌ای)، ویژگی‌های فیزیکی پدومورفیک (صورت‌های کودکانه، گوش‌های شلخته) و حتی اشکال ابتدایی نظریه ذهن (جستجوی تماس چشمی، دنبال کردن نگاه) را نشان می‌دهند. شواهد دیگری نیز از حوزه رفتارشناسی جانوران (که مطالعه رفتار جانوران است، متمرکز بر مشاهده گونه‌ها در زیستگاه طبیعی آنها به جای محیط‌های آزمایشگاهی کنترل‌شده) وجود دارد. دریافتند که حیواناتی با شیوه‌ای ملایم و آرام در تعامل با یکدیگر - به عنوان مثال ماکاک‌های دم پا، اورانگوتان و بونوبوها - توانایی‌های اجتماعی-شناختی پیشرفته‌تری نسبت به شامپانزه‌ها و بابون‌های تهاجمی‌تر دارند. فرض کرد که این توانایی‌ها از انتخاب در برابر پرخاشگری ناشی می‌شود.

### نظریه تبادل اجتماعی
یک مطالعه فرضیه می‌دهد که استدلال در مورد تبادل اجتماعی بین افراد، سازگاری با مغز انسان است. پیش‌بینی می‌شود که این انطباق زمانی شکل می‌گیرد که دو طرف با مبادله متقابل چیزهایی که ارزش کمتری دارند با چیزهایی که ارزش بیشتری دارند، وضعیت بهتری نسبت به قبل داشته باشند. با این حال، انتخاب تنها زمانی به نفع تبادل اجتماعی خواهد بود که هر دو طرف سود ببرند.
مبادلات بین افراد برای سازگاری مغز آنها حیاتی است تا جایی که ذهن بشر را مجهز به سیستم فکری عصبی مخصوص در استدلال و تغییرات اجتماعی می‌کند.

### انتخاب جنسی در انسان
این مدل که اشاره به انتخاب جنسی دارد توسط جفری میلر ارایه شده که مدعی است هوش انسانی برای احتیاجات شکارمابانه در جهت حفظ بقا لزوماً پیچیده نیست.

#### نقد
انتخاب جنسی توسط اصل ناتوانی/مدل نمایش سازگاری فرگشت هوش انسانی توسط محققان خاصی به دلیل مسائل مربوط به زمان‌بندی هزینه‌ها نسبت به سن باروری مورد انتقاد قرار گرفته‌است.

### هوش به عنوان نشانه ای از مقاومت در برابر بیماری
تخمین زده می‌شود که تعداد افرادی که به اختلالات شناختی شدید ناشی از عفونت‌های ویروسی در دوران کودکی مانند مننژیت، پروتئین‌هایی مانند توکسوپلاسما و پلاسمودیوم و انگل‌های حیوانات مانند کرم‌های روده و شیستوزوم مبتلا هستند، صدها میلیون نفر باشند.

### فرضیه رقابت غالب زیست‌محیطی - رقابت اجتماعی
یک مدل غالب که توصیف فرگشت هوش انسانی است، رقابت غالب زیست‌محیطی- اجتماعی (EDSC) است، که توسط مارک وی فلین، دیوید سی گری و کارول وی وارد توضیح داده شده‌است. توضیح آنها عمدتاً براساس کار ریچارد دی الکساندر است.

### هوش وابسته به اندازه مغز است
هوش انسانی به حد افراطی توسعه یافته‌است که لزوماً به معنای فرگشتی تطبیقی نیست. اولا، نوزادانی که سری بزرگتر دارند، سخت‌تر به دنیا می‌آیند و مغزهای بزرگ به مواد مغذی و اکسیژن بیشتری نیاز دارند.

#### مناطق قشری منبسط شده
دو دیدگاه اصلی در مورد فرگشت مغز پستانداران، رویکردهای فرگشت هماهنگ و فرگشت موزاییکی است. در رویکرد فرگشت هماهنگ، انبساط قشر مغز به‌جای پتانسیل تطبیقی، محصول جانبی مغز بزرگ‌تر در نظر گرفته می‌شود. بین ماکاکها و مارموستها با انسان و ماکاک قابل مقایسه است.

### تغییرات سلولی، ژنتیکی و مداری
فرگشت مغز انسان شامل تغییرات سلولی، ژنتیکی و مداری است.

### انتخاب گروهی
تئوری انتخاب گروهی ادعا می‌کند که ویژگی‌های ارگانیسم که منافع گروهی (قبیله، کلونی یا جمعیت بزرگتر) را می‌دهد که می‌تواند با وجود مضرات فردی مانند موارد ذکر شده در بالا فرگشت یابد.

### وضعیت تغذیه
کمبود در رژیم‌های غذایی مانند کمبود آهن، روی، پروتئین، ید، ویتامین‌های گروه B، اسیدهای چرب امگا ۳، منیزیم و سایر مواد مغذی چه در زنان باردار و چه در کودک در حال رشد آنها می‌توانند باعث کاهش هوش شوند. در حالی که وجود این‌ها در رژیم غذایی هیچ تأثیری در فرگشت هوش بشر ندارند.